# Linz Hauptbahnhof
Linz Hauptbahnhof – główny dworzec kolejowy w Linzu i jeden z największych w Austrii. Obsługuje ponad 30 tys. pasażerów dziennie, zarówno w ruchu lokalnym, jak i dalekobieżnym. Dworzec jest obsługiwany również przez tramwaje miejskie, miejskie linie autobusowe oraz autobusy dalekobieżne.

## Historia
Pierwszy budynek w stylu romantycznym został zbudowany w 1858 roku na terenie dawnego Gesselböckhof. 12 lutego 1891 roku stacja została oświetlona elektrycznie. Planowane przebudowy do 1920 r. nigdy nie zostały zrealizowane i dopiero w 1931 r. architekt Anton Wilhelm zaczął go rozbudowywać. W 1936 r. zakończono przebudowę konstrukcji szkieletowo-żelbetowej. Dworzec otrzymał wówczas wysoką halę odpraw z wysokimi oknami.
Już w 1938 r. pojawiły się plany budowy nowej lokalizacji w Führerstadt, które nigdy nie zostały zrealizowane. W tym czasie planowano budowę nowej stacji na południe od Bulgariplatz, mniej więcej w miejscu dzisiejszego szpitala Wagner-Jauregg.
Po zniszczeniach powstałych w czasie II wojny światowej dworzec został zniszczony w około 70%, został odbudowany w latach 1946-1954, ponownie przez architekta Antona Wilhelma w tym samym miejscu i z wykorzystaniem przedwojennego taboru. Stacja została otwarta dla podróżnych 3 października 1949 roku, wraz z wyposażeniem stacji, a prace na całym terenie zakończono dopiero w 1955 roku.
Obecny budynek z dachem wspartym na wiązkach stalowych rozpórek został wzniesiony na miejscu powojennego budynku i otwarty w 2004 roku po dwuletnim okresie budowy. Architektem jest Wilhelm Holzbauer. Nowy budynek został przesunięty o około dziesięć metrów w stosunku do starego budynku w kierunku Kärntner Straße, aby zrobić miejsce na integrację Linzer Lokalbahn, która została ukończona w listopadzie 2005 roku.

## Budynek dworca
Obecny budynek dworca składa się z trzech poziomów. Główne wejście znajduje się na parterze obok postoju taksówek i zapewnia również połączenie z dworcem autobusowym. Podobnie dwa czarne kamienne lwy stoją przed głównym wejściem, które kiedyś było już wejściem do poprzedniego budynku dworca. Oprócz autobusów istnieją również linie autobusowe i trolejbusowe Linz Linien oraz autobusy regionalne firmy Welser z Traun, które łączą Linz z sąsiednimi gminami Traun i Ansfelden. Na perony można dostać się środkowym piętrem. Oprócz kas biletowych ÖBB znajdują się tu również punkty informacyjne i ÖBB Club Lounge, sklepy i restauracje.
Ze względu na krótkie odległości przesiadkowe, przestronny design i jasną atmosferę w latach 2005–2011 budynek został siedmiokrotnie z rzędu wyróżniony przez Austriacki Klub Transportowy tytułem najpiękniejszego dworca kolejowego w Austrii, a w latach 2012–2013 zajął drugie miejsce. Wcześniej stacja plasowała się w ostatniej piątce w Austrii.

### Perony
Obecnie pociągi mogą zatrzymywać się na 14 peronach na dworcu w Linzu, przy czym perony 21 i 1 są przeznaczone dla pociągów Linzer Lokalbahn. W związku z renowacją dworca perony są nowoczesne i wyposażone w windy oraz schody ruchome. Wszystkie perony, z wyjątkiem peronu 22, są peronami przechodzącymi.